# Forêt de Creuse
La forêt domaniale de Creuse est située à une vingtaine de km au sud-ouest d'Amiens. Ce massif forestier de 291 ha est composé de deux cantons :
- Le Bois de Creuse - 159 ha, accessible au public
- Le Bois de Malplatel - 132 ha, plus sauvage

## Historique
La forêt domaniale de Creuse faisait partie du domaine forestier des hospices d’Amiens qui comprenait en 1842 environ 500 ha de bois.
Très anciennement propriété du Chapitre de la Cathédrale d’Amiens et des augustines de l’Hôtel-Dieu, ce bois fut, en tant que Bien national, concédé aux Hospices d’Amiens en 1807.
L’acquisition par l’État a été réalisée en 1972.

## Caractéristiques
La forêt de Creuse est incluse dans une zone naturelle d'intérêt écologique, faunistique et floristique (znieff) continentale de type 1 de 703,13 hectares. Deux grands types de végétation y sont présentes :
- des chênaies-charmaies-hêtraies à chèvrefeuille des bois sur le plateau, au sol plus acide et
- des chênaies-charmaies souvent mêlées de tilleuls, sur les pentes.
- Des résineux et des feuillus non indigènes ont été plantés ici ou là. Aux lisières, quelques pelouses calcicoles subsistent. La gestion sylvicole se fait en futaie et en taillis sous futaie.

Les hêtraies-chênaies subatlantiques à jacinthe des bois  sont des milieux inscrits à la directive Habitats de l'Union européenne. La présence d'une mare et d'ornières en eau donnent asile aux batraciens.

### Flore
Plusieurs espèces végétales assez rares en Picardie sont présentes notamment des orchidées dont :
- la néottie nid-d'oiseau,
- la céphalanthère à grandes fleurs (Cephalanthera damasonium), ainsi que
- la laîche écartée (Carex divulsa)[2].

#### Le peuplement forestier
La forêt est constituée de
- chêne sessile (57 %),
- hêtre (16 %),
- tilleul (10 %),
- chêne pédonculé (8 %),
- charme (8 %),
- frêne (1 %) et
- de Mélèze (1 %).

### Faune
- le site est un lieu de reproduction de la bondrée apivore et du busard Saint-Martin, deux rapaces inscrits à la directive Oiseaux de l'Union européenne ;
- le triton alpestre, espèce vulnérable en France, et
- la salamandre tachetée, espèce peu commune en Picardie, sont présents dans la mare et les ornières en eau ;
- la coronelle lisse, reptile rare en Picardie est également présent sur le site ;
- auxquels s'ajoutent la présence de rapaces et grands mammifères forestiers (chevreuil, sanglier...)[2].